# 清原祥
清原 祥（きよはら しょう、1993年3月1日 - ）は、日本のラグビー指導者。アザレア・セブンのヘッドコーチを務めている。

## プロフィール
- 熊本県出身[1]。
- ポジションはスタンドオフ(SO)。
- 身長 174cm、体重 77kg
- ニックネームはキヨ。
- 7人制日本代表候補に選ばれたことがある[2]。

## 略歴
中学からラグビーを始めた。
2011年、荒尾高校卒業後、東洋大学に入る。
2016年、東洋大学卒業後、ヤマハ発動機ジュビロ(現・静岡ブルーレヴズ)に加入。同年8月26日に行われたジャパンラグビートップリーグ第1節のパナソニック ワイルドナイツ戦に途中出場で公式戦初出場を果たす。
2019年、ベイ・オブ・プレンティに加入。
2023年、現役を引退して、アザレア・セブンのヘッドコーチに就任。